# 廿日市市立大野東中学校
廿日市市立大野東中学校（はつかいちしりつおおのひがしちゅうがっこう）は、広島県廿日市市大野にある公立中学校。

## 著名な学生
- 清古尊 - 手形コレクター、チョキサウルス協会代表。
- 中村奨成 - プロ野球選手、広島東洋カープ所属。
- 山﨑大地 - プロサッカー選手、サンフレッチェ広島所属。